# Artur Santos
Pour les articles homonymes, voir dos Santos et Santos (homonymie).
Artur Lopes dos Santos est un footballeur portugais né le 27 mars 1931 à Paço de Arcos et mort le 13 juin 2025. Il évolue au poste de défenseur.

## Carrière
Il passe la totalité de sa carrière à Benfica. Il y remporte 4 titres de champion et 6 coupes du Portugal. Il ne joue pas la finale de la Ligue des champions 1961 remportée par son club.

## Club
- 1950-1961 :  Benfica Lisbonne

## Palmarès
Avec le Benfica Lisbonne :
- Champion du Portugal en 1955, 1957, 1960 et 1961
- Vainqueur de la Coupe du Portugal en 1951, 1952, 1953, 1955, 1957 et 1959